# إيزابيل كايزر
إيزابيل كايزر هي كاتِبة وشاعرة سويسرية، ولدت في 2 أكتوبر 1866 في Beckenried ‏ في سويسرا، وتوفي بنفس المكان في 17 فبراير 1925.